# António Leitão
António Leitão (n. 22 iulie 1960, Espinho, Districtul Aveiro, Portugalia – d. 18 martie 2012, Porto, Portugalia) a fost un fondist ce a reprezentat Portugalia, medaliat olimpic. A participat la o ediție a Jocurilor Olimpice (1984) în care a câștigat medalia de bronz în proba de 5000 de metri.

## Palmares
| An   | Competiție                              | Locație                        | Loc | Eveniment | Note     |
| ---- | --------------------------------------- | ------------------------------ | --- | --------- | -------- |
| 1977 | Campionatul European de Juniori         | Donețk, Uniunea Sovietică      | 9   | 5000 m    | 14:14,8  |
| 1978 | Campionatul Mondial de Cros de Juniori  | Glasgow, Marea Britanie        | 20  | 7,036 km  | 23:37    |
| 1978 | Campionatul Mondial de Cros de Juniori  | Glasgow, Marea Britanie        | 10  | echipe    | 23:37    |
| 1979 | Campionatul Mondial de Cros de Juniori  | Limerick, Irlanda              | –   | 7,36 km   | NT       |
| 1979 | Campionatul European de Juniori         | Bydgoszcz, Polonia             | 3   | 5000 m    | 13:54,83 |
| 1981 | Campionatul Mondial de Cros             | Lisabona, Portugalia           | 160 | 12 km     | 37:50    |
| 1981 | Campionatul Mondial de Cros             | Lisabona, Portugalia           | 14  | echipe    | 37:50    |
| 1982 | Campionatul Mondial de Cros             | Roma, Italia                   | 72  | 11,978 km | 35:35,1  |
| 1982 | Campionatul Mondial de Cros             | Roma, Italia                   | 7   | echipe    | 35:35,1  |
| 1982 | Campionatul European                    | Atena, Grecia                  | 16  | 5000 m    | 13:31,89 |
| 1983 | Campionatul Mondial de Cros             | Gateshead, Marea Britanie      | 64  | 11,994 km | 38:34    |
| 1983 | Campionatul Mondial de Cros             | Gateshead, Marea Britanie      | 6   | echipe    | 38:34    |
| 1983 | Campionatul Mondial                     | Helsinki, Finlanda             | 10  | 5000 m    | 13:38,55 |
| 1984 | Campionatul Mondial de Cros             | East Rutherford, Statele Unite | 25  | 12,086 km | 34:12    |
| 1984 | Campionatul Mondial de Cros             | East Rutherford, Statele Unite | 3   | echipe    | 34:12    |
| 1984 | Jocurile Olimpice                       | Los Angeles, Statele Unite     | 3   | 5000 m    | 13:09,20 |
| 1985 | Jocurile Mondiale în sală               | Paris, Franța                  | 4   | 3000 m    | 7:58,14  |
| 1985 | Campionatul Mondial de Cros             | Lisabona, Portugalia           | 13  | 12,19 km  | 34:04    |
| 1985 | Campionatul Mondial de Cros             | Lisabona, Portugalia           | 7   | echipe    | 34:04    |
| 1986 | Campionatul European                    | Paris, Spania                  | 7   | 3000 m    | 8:03,43  |
| 1986 | Campionatul Mondial de Cros             | Colombier, Elveția             | –   | 12 km     | NT       |
| 1986 | Campionatul European                    | Stuttgart, Germania de Vest    | 5   | 5000 m    | 13:17,67 |
| 1986 | Campionatul Mondial de Ștafetă pe Șosea | Hiroshima, Japonia             | 7   | ekiden    | 2:02:23  |
| 1990 | Campionatul European                    | Split, Iugoslavia              | 23  | 5000 m    | 13:17,67 |